# Dioctria rungsi
Dioctria rungsi är en tvåvingeart som beskrevs av Timon-david 1951. Dioctria rungsi ingår i släktet Dioctria och familjen rovflugor. Inga underarter finns listade i Catalogue of Life.